# آپاچی (فیلم ۱۳۹۷)
آپاچی فیلمی کمدی و اجتماعی به کارگردانی آرش معیریان و نویسندگی اصغر نعیمی و تهیه‌کنندگی حسین زندباف محصول سال ۱۳۹۷ است.